# 学校感染症
学校感染症（がっこうかんせんしょう）とは、学校保健安全法施行規則第18条（旧・学校保健法施行規則第19条）に定められた「学校において予防すべき感染症」の通称。児童・生徒・学生又は幼児が、これらの学校感染症にかかっている、またはかかっている疑いがある、あるいはかかるおそれのある場合、校長は学校保健安全法第12条（旧・学校保健法第18条）の規定に基づき、これを出席停止にすることができる。
また学校の設置者は、学校感染症の予防上必要があるときは、学校保健安全法第13条（旧・学校保健法19条）の規定に基づき、学校の全部又は一部を臨時休業（一般には学校閉鎖・学級閉鎖などと呼ばれる）にすることができる。
医師に学校感染症と診断された場合は、学校にその旨を届け出ることにより、出席停止となる。ただしこの場合、診断書の提出が必要となることもある。また出席停止となった後は、医師により感染の恐れがなくなったと診断されれば出席停止が解除され登校が認められる。この際には、医師により感染の恐れがなくなったことを証明する書類が必要となることもある。

## 歴史
旧・学校保健法施行規則第19条では「学校において予防すべき伝染病」と表記されていたことから「学校伝染病」と呼ばれていたが、2009年4月に新たに施行された学校保健安全法施行規則第18条では「学校において予防すべき感染症」と表記されており「学校感染症」の表現が用いられるようになった。
なお、2009年（平成21年）4月1日に学校保健法は学校保健安全法に改正され、これに伴って施行令や施行規則の名称も変更され、それぞれ新旧で条文の位置などが若干異なっている（詳細は学校保健安全法の項目参照）。

## 学校感染症の種類
学校保健安全法施行規則第18条で定められている感染症は次の通りである。
第一種の感染症
エボラ出血熱、クリミア・コンゴ出血熱、痘瘡、南米出血熱、ペスト、マールブルグ熱、ラッサ熱、ポリオ、ジフテリア、重症急性呼吸器症候群（病原体がSARSコロナウイルスであるものに限る）、中東呼吸器症候群（病原体がMERSコロナウイルスであるものに限る）、特定鳥インフルエンザ（病原体がA型インフルエンザウイルスの亜型がH5N1、及びH7N9であるものに限る）。
上記の他、感染症の予防及び感染症の患者に対する医療に関する法律第6条第7項から第9項までに規定する新型インフルエンザ等感染症、指定感染症及び新感染症
第二種の感染症
インフルエンザ（特定鳥インフルエンザを除く）、百日咳、麻疹、流行性耳下腺炎（おたふくかぜ）、風疹、水痘（みずぼうそう）、咽頭結膜熱（プール熱）、新型コロナウイルス感染症（病原体がベータコロナウイルス属のコロナウイルス（令和二年一月に、中華人民共和国から世界保健機関に対して、人に伝染する能力を有することが新たに報告されたものに限る。）であるものに限る。)、結核、髄膜炎菌性髄膜炎
第三種の感染症
コレラ、細菌性赤痢、腸管出血性大腸菌感染症、腸チフス、パラチフス、流行性角結膜炎、急性出血性結膜炎その他の感染症
この他に条件によっては出席停止の措置が必要と考えられる疾患として、次のようなものがある。
溶連菌感染症、ウイルス性肝炎、手足口病、伝染性紅斑（りんご病）、ヘルパンギーナ、マイコプラズマ肺炎、感染性胃腸炎、アタマジラミ、水いぼ（伝染性軟疣腫）、伝染性膿痂疹（とびひ)、帯状疱疹、EBウイルス感染症、急性細気管支炎(RSウイルス感染症など)、インフルエンザ菌（Hib）感染症

## 出席停止の期間
学校保健安全法施行令第6条第2項（旧・学校保健法施行令第5条第2項）及び学校保健安全法施行規則第19条（旧・学校保健法施行規則第20条）により出席停止の期間の基準は、前条の感染症の種類に従い次のように定められている。
第一種の感染症
完全に治癒するまで
第二種の感染症
結核および髄膜炎菌性髄膜炎については、病状により学校医その他の医師において感染のおそれがないと認められるまで出席停止とする。
他の疾患については、次の期間出席停止にする。ただし病状により学校医その他の医師において感染のおそれがないと認められる場合については、この限りではない。
インフルエンザ（鳥インフルエンザ（H5N1）及び新型インフルエンザ等感染症を除く） - 発症した後5日を経過し、かつ、解熱した後2日（幼児にあっては、3日）を経過するまで
百日咳 - 特有の咳が消失するまで又は5日間の適正な抗菌性物質製剤による治療が終了するまで
麻疹 - 解熱後3日を経過するまで
流行性耳下腺炎（おたふくかぜ） - 耳下腺、顎下腺又は舌下腺の腫脹が発現した後5日を経過し、かつ、全身状態が良好になるまで
風疹 - 発疹が消失するまで
水痘 - すべての発疹が痂皮化するまで
咽頭結膜熱 - 主要症状が消退した後2日を経過するまで
新型コロナウイルス感染症 - 発症した後5日を経過し、かつ、症状が軽快した後1日を経過するまで
第三種の感染症
病状により学校医その他の医師において伝染のおそれがないと認めるまで。
その他の場合
- 第一種もしくは第二種の感染症患者を家族に持つ家庭、または感染の疑いが見られる者については学校医その他の医師において伝染のおそれがないと認めるまで。
- 第一種又は第二種の感染症が発生した地域から通学する者については、その発生状況により必要と認めたとき、学校医の意見を聞いて適当と認める期間。
- 第一種又は第二種の感染症の流行地を旅行した者については、その状況により必要と認めたとき、学校医の意見を聞いて適当と認める期間。

出席停止の期間は、「○○した後△日を経過するまで」とした場合は、「○○」という現象が見られた日の翌日を第1日として算定する。
例―「解熱した後2日を経過するまで」で月曜日に解熱した場合、その後発熱が無ければ、木曜日から出席可能
また停止日は保護者より連絡があった日とし、欠席した日をさかのぼって出席停止にしない。
例―2日間かぜにより欠席し、3日目の通院でインフルエンザと診断された場合、3日目から医師の許可が出るまでを出席停止期間とする。